# 中俄勘分东界约记
中俄勘分东界约记，是1861年清朝和俄国签订的中俄东段边界界约。

## 简介
清朝道光二十七年（1847年），俄国沙皇尼古拉一世任命穆拉维约夫为东西伯利亚总督，强行在中国的内河黑龙江流域扩张。咸丰四年四月，俄军入侵黑龙江，至翌年底基本完成对黑龙江下游的非法占领。咸丰七年，俄国又侵占黑龙江上、中游北岸的中国领土。咸丰八年四月初八日（1858年5月20日），英法联军攻占中国大沽。穆拉维约夫得知后于咸丰八年四月十一日（1858年5月23日）兵临中国瑷珲城下，要求同黑龙江将军奕山谈判中俄边界。咸丰八年四月十六日（1858年5月28日），奕山、穆拉维约夫签订《瑷珲条约》。该条约变更了中俄东段法定边界，使中国内河黑龙江变成了中俄界河，中国丧失黑龙江以北60多万平方公里的固有领土，并将乌苏里江以东40万平方公里的中国固有领土变成中俄“共管”地区，此外俄国还获得在黑龙江、乌苏里江的航行权。
咸丰十年九月二十六日，俄使伊格纳切夫利用英法联军攻占天津、北京的机会，以所谓“调停有功”的名义，诱迫清廷签订了《中俄北京条约》。该条约使此前俄方与黑龙江将军奕山签订的《瑷珲条约》获得清政府确认，将《瑷珲条约》内中俄“共管”的中国乌苏里江以东40万平方公里固有领土变成俄国领土。
依照《中俄北京条约》第三条规定，1860年12月28日，恭亲王奕訢向咸丰帝推荐从曾随其“办理俄国事宜”的侍郎宝鋆、成琦中简派一员，前往勘界。咸丰十一年四月初九日（1861年5月18日），清朝钦差大臣成琦和俄国全权代表卡札凯维奇在兴凯湖举行会议，会勘中俄东界。咸丰十一年五月二十一日（1861年6月28日），双方签订《中俄勘分东界约记》，作为《中俄北京条约》的补充条款。同时两国还签署并交换了《乌苏里江至海交界记文》（又称《中俄东段交界道路记文》），规定了该段已勘中俄边界设界牌的数目及位置。此次兴凯湖中俄勘界，清廷代表成琦等人并未踏勘边界，仅按照俄国单方面绘制的地图及要求画押钤印。
《中俄北京条约》第一条规定：中俄东段边界之东南段“自白棱河口顺山岭至瑚布图河口，再由瑚布图河口顺珲春河及海中间之岭至图们江口，其东皆属俄罗斯；其西皆属中国。两国交界与图们江之会处及该江口相距不过二十里，且遵天津和约第九条议会绘画地图，内以红色分为交界之地，上写俄罗斯国阿、巴、瓦、噶、达、耶、热、皆、伊、亦、喀、拉、玛、那、倭、帕、啦、萨、土、乌等字头，以便易详阅。”在成琦与卡札凯维奇（又译“卡扎克维赤”）签订的《自乌苏里江至海的边界地图》上，也标明耶、亦、喀、拉、玛、那、倭、帕、啦、萨、土、乌12个俄文字头的界牌。其中，乌字牌定在图们江入海处的江口东岸、日本海边，图们江下游东（北）岸至日本海沿岸的罕奇海岸仍归中国，中国通过罕奇海岸将俄国和朝鲜两国隔开。
但是，同治元年（1862年）俄国交换给中国的《乌苏里江至海交界记文》中仅规定设八座界牌，少了“乌”字等7座界牌。乌字牌的遗漏，使中国丧失了罕奇海岸的主权。此“乌”字碑遗漏以及后来的“土”字碑立碑过程中，据说清朝勘界使臣成琦委派的中方立界碑官员佐领吉勒图堪鸦片犯瘾，到吉林城（又说宁古塔城）补充鸦片，将立牌事宜托付俄方勘界代表包办，俄方勘界代表趁机单方面绘制交界图，并在该图上将罕奇海岸划在“红线”以外，从而使俄国与朝鲜半岛隔图们江相连，获得侵略朝鲜的立足点，并封锁中国通过图们江出日本海的通道。
为试图弥补《中俄勘分东界约记》签订后乌字牌等界牌的遗漏带来的巨大问题，以及解决俄国非法侵占中国黑顶子的问题，同时纠正土字牌设置地点错位问题，恢复中国在图们江的出海权，1886年，中俄双方举行“岩杵河勘界会议”，签订《中俄珲春东界约》。